# Serrat de Penalta
El Serrat de Penalta és una serra del terme municipal de Conca de Dalt, antigament del d'Hortoneda de la Conca, situada a la part nord i de llevant de l'antic terme. És, de fet, un contrafort de la Serra de Boumort. És en terres de l'antic poble de Perauba.
És, de fet, un contrafort nord-oest de la Serra de Palles, a migdia de les Obaguetes, al sud-est del Roc de Penalta, en el sector nord-oriental del terme. En el seu extrem sud-est s'uneix al Serrat dels Trossos dels Arrendadors i a la Serra de Palles.